# Epierus vandepolli
Epierus vandepolli är en skalbaggsart som beskrevs av Schmidt 1889. Epierus vandepolli ingår i släktet Epierus och familjen stumpbaggar. Inga underarter finns listade i Catalogue of Life.